# Эрди, Янош
Янош Эрди (венг. Érdy János, в некоторых источниках Иоганн Эрди, нем. Johann Erdy; 19 сентября 1796, Соб — 9 мая 1871, Пешт) — венгерский адвокат, археолог и нумизмат.

## Биография
Янош Эрди происходил из семьи выходцев из Бельгии, был третьим из одиннадцати ребёнком в семье; рано потерял отца, воспитывался матерью при поддержке дяди. После окончания средней школы провёл год (с 1814 по 1815) в бенедиктинском колледже в Трнаве, где изучал гуманитарные науки. В 1815—1816 годах был новициатом в Дьёре, изучал историю, философию и физику в местной академии.
В 1820 году поступил изучать в академию юридические науки, окончил курс в 1821 году, получил учёную степень в 1822, после чего, не сумев открыть адвокатской практики, начал преподавать право в школах.
Нумизматикой стал заниматься с 1840 года, в 1839 получив должность исследователя нумизматических коллекций при Академии наук и переехав с семьёй в Пешт: изучал коллекции Венгерского национального музея, ездил в Вену, Прагу, Дрезден и Берлин для пополнения его монетных собраний.
С 1837 по 1844 год редактировал журнал о библиотечном деле при Академии наук.
9 марта 1846 года был назначен смотрителем коллекций древностей Венгерского национального музея. В 1847 году получил должность судьи в Шопроне. Из Академии наук он был уволен в 1857 году. Смотрителем коллекций работал до 1869 года, после чего вышел на пенсию.
Его основные сочинения: «A szerb zsupànok, királyok és czarok penzei» (Офен, 1843); «Magyar-országi Crouy nemzetségnek története, nemzetségrende és oklevéltara» (Пешт, 1848); «Szent Istrán elso magyar király életirata» (ib., 1855).